# 큰갈색박쥐
 큰갈색박쥐(Eptesicus fuscus)는 애기박쥐과에 속하는 박쥐의 일종이다. 북아메리카와 중앙아메리카, 카리브 해 그리고 남아메리카 북단에서 서식한다.

## 특징
중형 크기의 박쥐로 몸길이는 10~13cm, 날개폭은 28~33cm 그리고 몸무게는 14~16g 사이이다. 적당히 길고 윤이나는 갈색 털을 갖고 있다. 비막과 귀, 발, 얼굴은 진한 갈색부터 거무스름한 색을 띤다.
큰갈색박쥐는 야행성 동물로 낮 동안에 나무 구멍 속이나 헐거워진 나무 껍질 아래, 바위 틈 또는 더그매와 헛간, 오래된 건물, 처마 그리고 창 덧문과 같은 사람들이 만든 건축물 속에 매달려 지낸다. 입이나 코로 초음파를 발사하는 반향정위 사용을 통해 밤하늘을 비행한다. 비행하는 동안 들을 수 있는 짤까닥하거나 증기가 새는 것 같은 소리도 내는 것으로 알려져 있다.

## 먹이
큰갈색박쥐는 식충성 동물의 일종으로 밤에 나방과 딱정벌레와 말벌 등 포함한 비행하는 곤충을 날아서 잡고, 이 때문에 갑자기 방향을 자주 바꾼다.

## 겨울잠
큰갈색박쥐는 겨울 몇개월 동안 여름 서식지와 다른 장소에서 겨울잠을 잔다. 겨울 서식지로 동굴과 지하 탄광처럼 온도가 일정하게 유지되는 천연의 지하 장소가 되는 경향이 있으며, 대다수의 많은 박쥐들이 어디에서 겨울을 보내는 지 아직 알려져 있지 않다. 날씨가 충분히 따뜻해지면 물을 찾아 잠에서 깨며, 번식을 시작한다.

## 사진

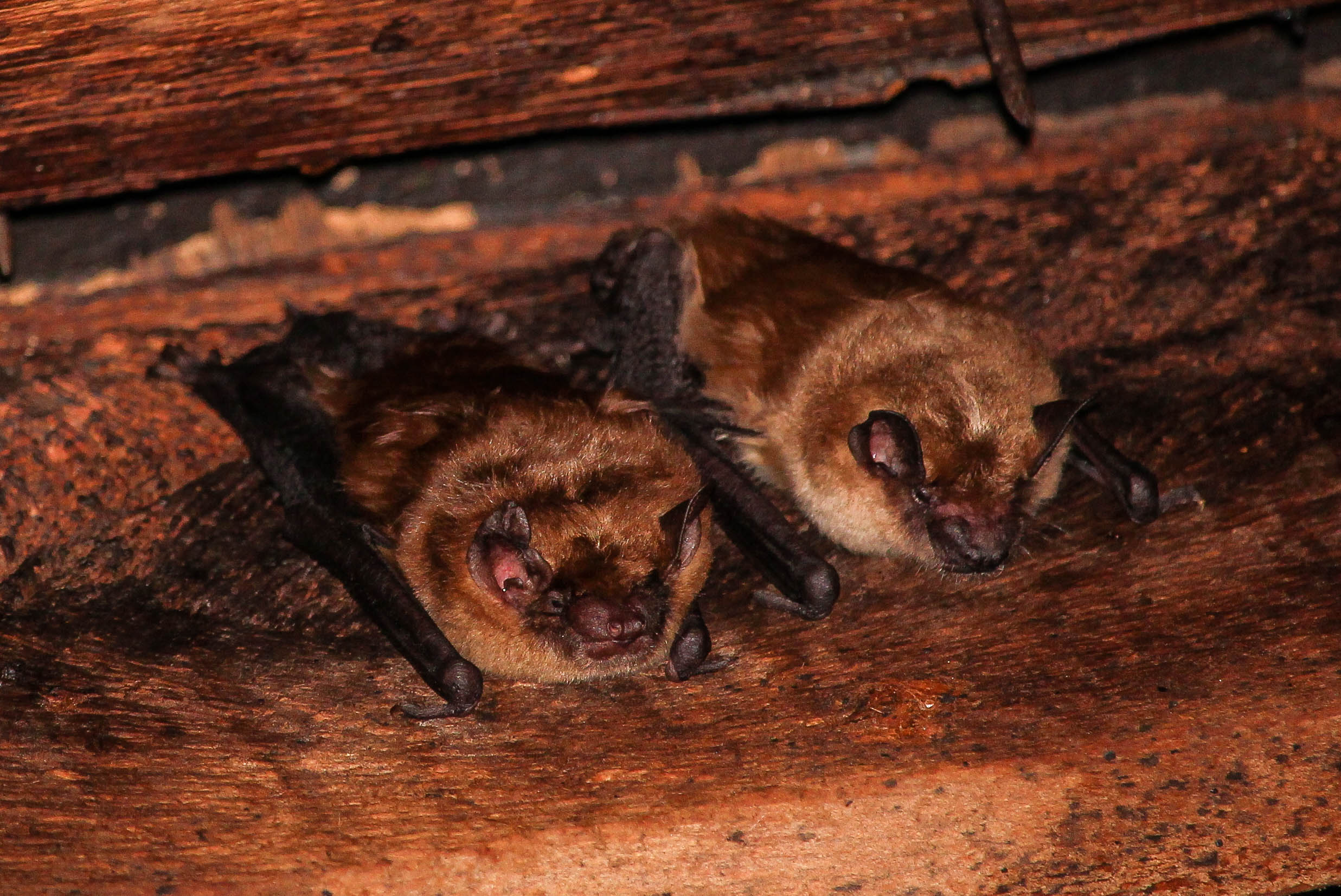
나무껍질 사이의 큰갈색박쥐(미네소타주)

## 같이 보기
- 작은갈색박쥐